# Galecio Narcía
Galecio Narcía es una localidad del estado mexicano de Chiapas. Es parte del municipio de Chiapa de Corzo.

## Demografía
| Gráfica de evolución demográfica |
|                                  |

| Censo | Población |
| ----- | --------- |
| 1940  | 187       |
| 1950  | 299       |
| 1960  | 299       |
| 1970  | 466       |
| 1980  | 822       |
| 1990  | 1 113     |
| 2000  | 1 305     |
| 2010  | 1 553     |
| 2020  | 1 744     |